# لوئن
لوئن (به انگلیسی: Loen) دهکده‌ای مربوط به شهرداری استراین در بخش سان آگ فیوردین در نروژ می‌باشد. این دهکده واقع در بخش داخلی ناحیه نوردفیورد می‌باشد. لوئن تقریباً ۶ کیلومتر در شمال الدن و ۱۱ کیلومتر در جنوب شرقی استراین قرار دارد. دریاچه لاوتنت در جنوب شرقی لوئن قرار دارد. هتل الکساندرا در سال ۱۸۸۴ در لوئن افتتاح شد.

## تاریخچه
لوئن خانهٔ چندی از قدیمی‌ترین مزارع نروژ همانند ستین (Sæten)، تیفین (Tjugen) و لوئن است. این مزارع زمانی حتی پیش‌تر از شروع مسیحیت ساخته شده بودند. بیشتر نقاط دره لوئن توسط سقوط صخره‌ها در سالهای ۱۹۰۵ و ۱۹۳۶ از بین رفته بودند که باعث ساختن امواج بسیار بزرگی شدند که بیشتر خانه‌ها و مزارع را با خود انتقال داد و باعث مرگ ۱۳۵ نفر گردید.

## جاذبه‌ها
لوئن به دلیل موقعیت کوهستانی و سرسبزش همانند دیگر نقاط نروژ از جاذبه‌های دیدنی بسیاری برخوردار است. تعدادی از این جاذبه‌ها شامل تیندف‌جلبرین، رمنفیل‌فاسن کوه‌های اسکالا و پارک ملی جاستدالسبرین می‌باشد.

## نگارخانه

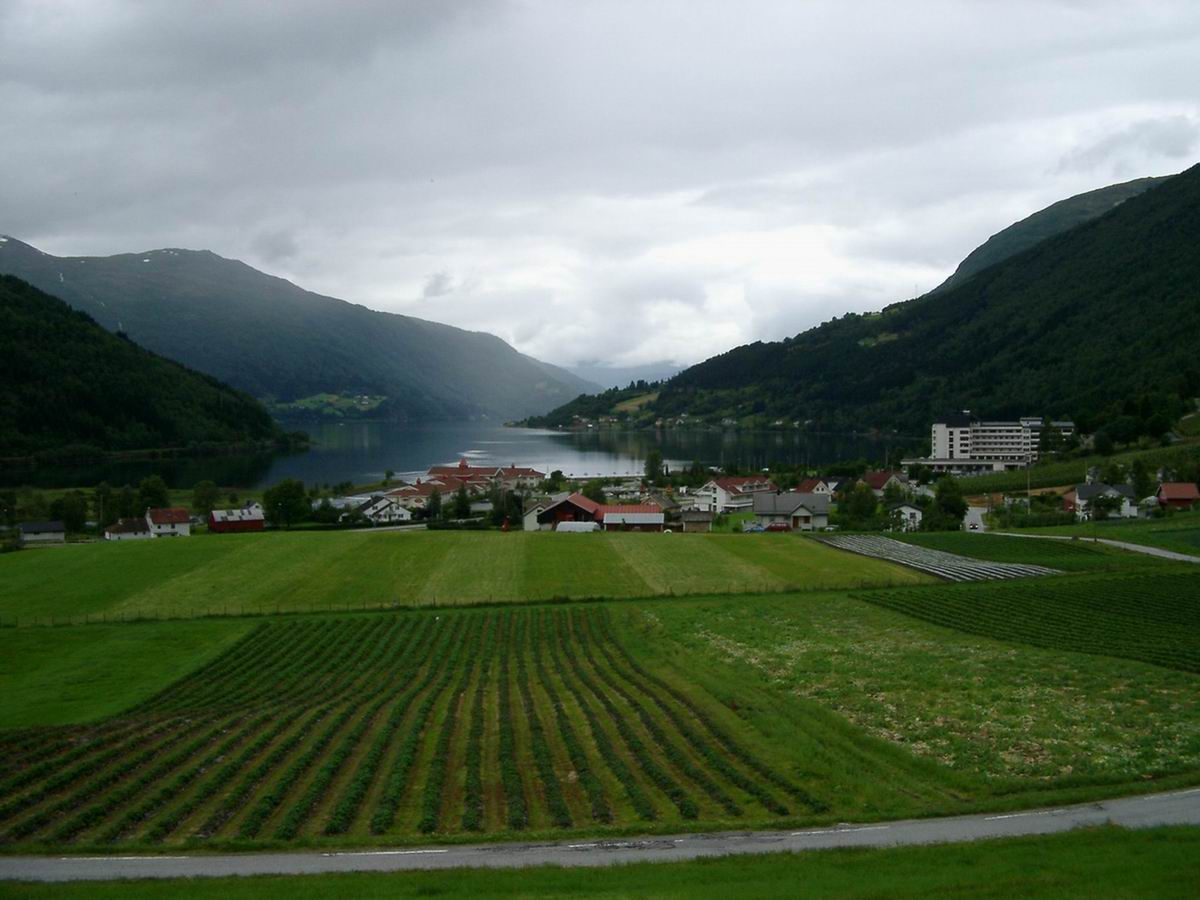
نمایی از لوئن
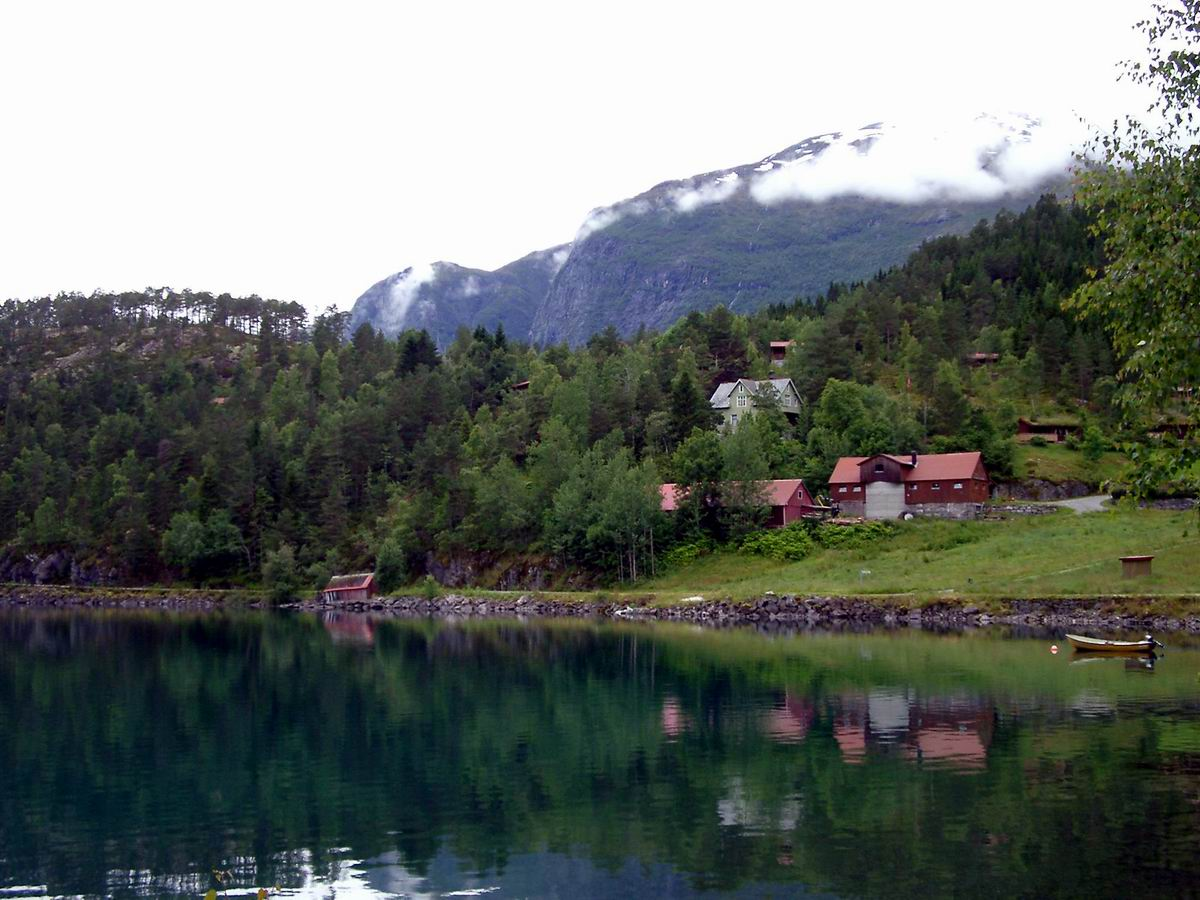
دریاچه لاوتنت
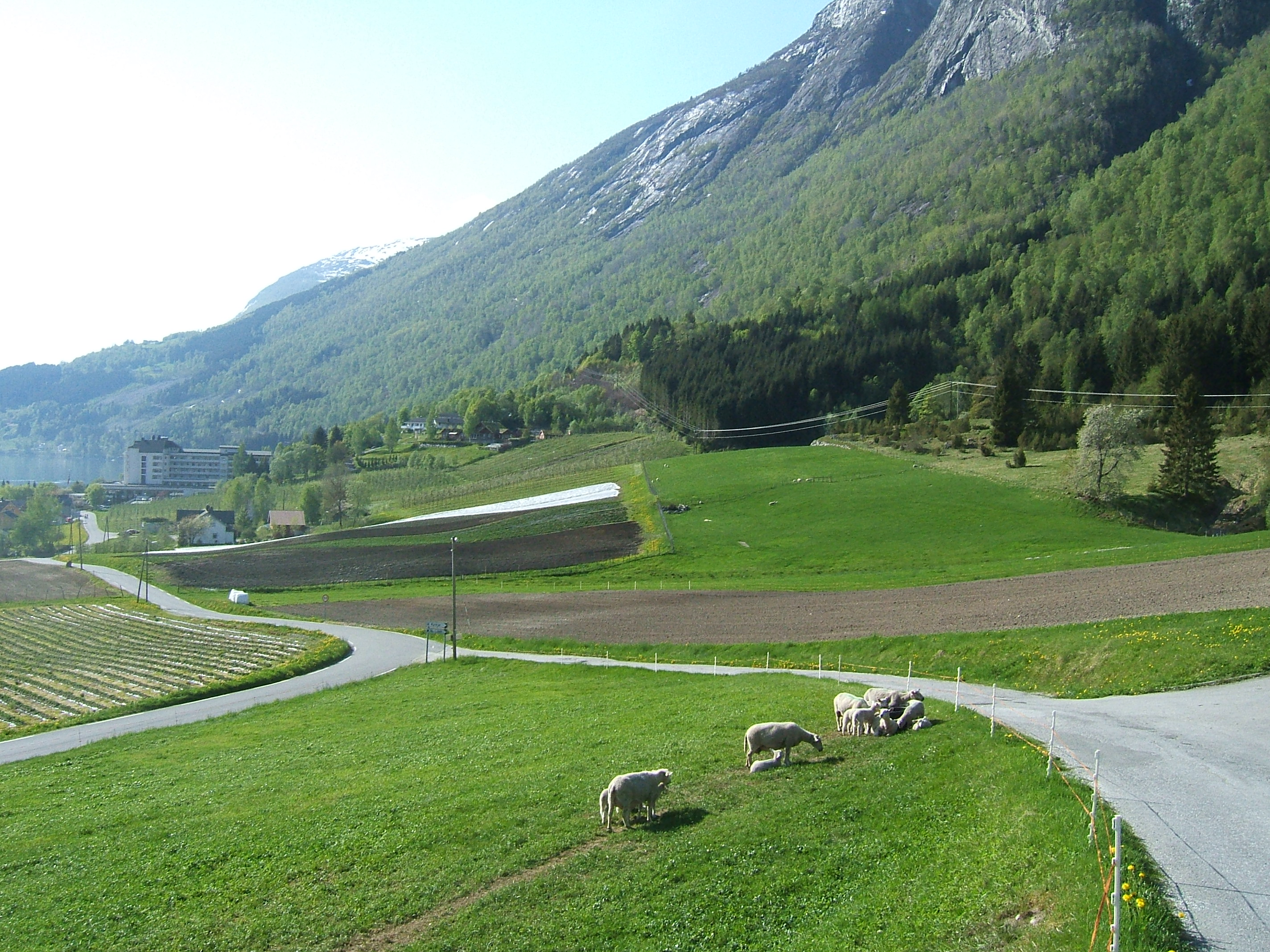
لوئن به همراه هتل الکساندرا
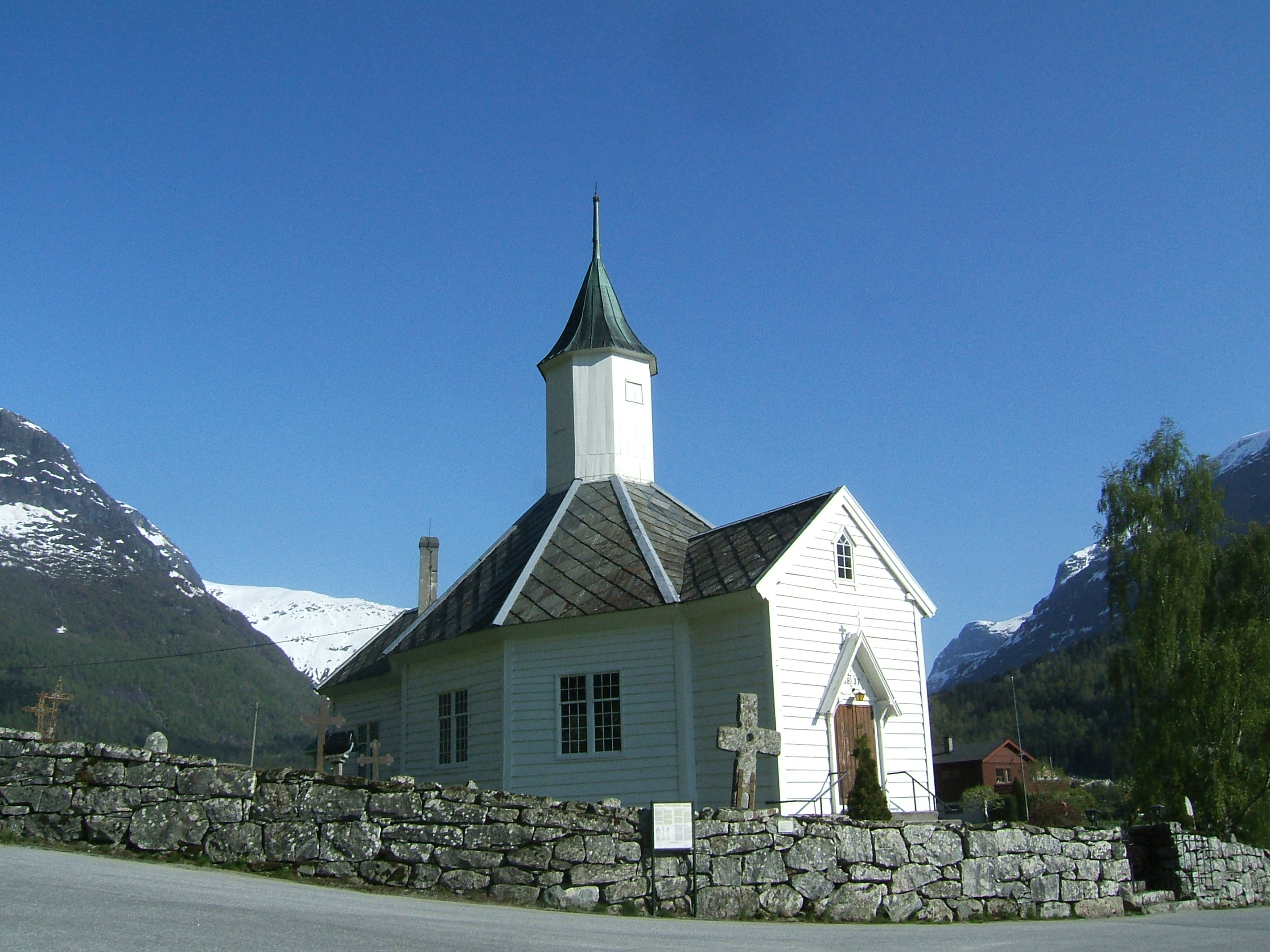
کلیسای لوئن